# Présidence de François Hollande
Président de la République française
Présidence de Nicolas Sarkozy Présidence d'Emmanuel Macron
(Première)
La présidence de François Hollande commence à l'expiration du mandat de son prédécesseur, Nicolas Sarkozy, le 15 mai 2012. François Hollande est élu le 6 mai 2012 président de la République française, second socialiste à accéder à la fonction sous la Cinquième République. Il choisit comme Premier ministre Jean-Marc Ayrault, puis Manuel Valls en 2014 et enfin Bernard Cazeneuve à partir de 2016.
Sa présidence connaît plusieurs difficultés d'ordre politique, notamment avec la progression du chômage, les protestations concernant la loi Travail et la lutte contre le terrorisme islamiste.
Son mandat prend fin le 14 mai 2017, à la suite de l'élection présidentielle de 2017, qui voit la victoire de son ancien ministre de l'Économie, de l'Industrie et du Numérique Emmanuel Macron.

## Politique intérieure

### Politique économique
François Hollande confie avoir sous-estimé la gravité de la crise économique durant la campagne pour la présidence de la République ; certaines de ses premières mesures fiscales, jugées inadaptées, sont contestées (notamment la hausse de la taxation des plus-values de cession d'entreprise, dénoncée par l'organisation des auto-proclamés « pigeons »). Il indique également regretter sa décision de supprimer, au début de son mandat, la TVA sociale décidée par son prédécesseur. Cependant, il décide d'augmenter le taux de TVA de 19,6 % à 20 %, tandis que l’équitaxe est abandonnée.
Sous Jean-Marc Ayrault est d'abord décidé, pour combler le déficit public, une augmentation des impôts et taxes sur les entreprises d'une valeur totale de 30 milliards d'euros. L’exécutif ajuste par la suite sa stratégie : après la publication du rapport Gallois, le gouvernement annonce la création du crédit d'impôt pour la compétitivité et l'emploi (CICE) qui entre en vigueur en 2013. Dans l'ensemble, c'est une politique de l'offre qui est dès lors suivie, sous l'impulsion de trois ministres de l'Économie qui se succèdent en trois années : Pierre Moscovici, Arnaud Montebourg et Emmanuel Macron.
En 2015, Emmanuel Macron, alors ministre de l'Économie, fait voter la loi pour la croissance, l'activité et l'égalité des chances économiques, qui consiste en une libéralisation des autocars et à l'ouverture du travail le dimanche et la nuit. De même, l'article 135 de la loi allège la fiscalité des actions gratuites.
Le Pacte national pour la croissance, la compétitivité et l'emploi contient 35 mesures visant à redresser la compétitivité du pays, dont la mise en place d'une banque publique d'investissement et la « simplification des démarches des entreprises ».

#### Politique pour le secteur privé
Les allègements fiscaux pour entreprises ont considérablement augmenté, passant de 11 milliards d’euros en 2014 à 34,5 milliards en 2017.

#### Politique de l'emploi
En 2012, François Hollande se donnait comme objectif de renverser la tendance à la hausse du chômage ; cependant, de son élection à septembre 2016, le nombre de chômeurs en France a augmenté de 25 %. Au troisième trimestre de 2015, le chômage atteint son plus haut niveau depuis 1997.
La loi no 2012-1189 du 26 octobre 2012 crée les emplois d'avenir en complétant le chapitre IV du titre III du livre Ier de la cinquième partie du code du travail. « Les emplois d'avenir » est le nom donné à un type de contrat de travail de droit privé français. Il a été créé en 2012 par le gouvernement Ayrault dans le but de « faciliter l'insertion professionnelle et l’accès à une qualification pour des jeunes en difficulté »: avec une aide de l'État s'élevant dans le cas général à 75 % de la rémunération brute au niveau du SMIC pour les employeurs du secteur non marchand.
Cependant, la proposition no 33 de François Hollande, portant sur la création d'un « contrat de génération » (mesure de subventions qui entend favoriser l'emploi des jeunes et des seniors), n'a pas rencontré dans les entreprises le succès attendu par l'exécutif.
A également été adoptée la Loi relative au travail, à la modernisation du dialogue social et à la sécurisation des parcours professionnels qui contient des mesures diverses, certaines étant classée à gauche et d'autres à droite comme l'inversion de la hiérarchie des normes.
| Pour des raisons techniques, il est temporairement impossible d'afficher le graphique qui aurait dû être présenté ici. |
| Source Insee |

#### Politique du logement
Conformément à la proposition no 22 du programme présidentiel de François Hollande, est votée en 2014 la loi no 2014-366 du 24 mars 2014 pour l'accès au logement et un urbanisme rénové, dite « loi ALUR », aussi appelée « loi Duflot II » du nom de la ministre qui l'a soutenue, qui prévoit notamment l'encadrement des loyers, et la réglementation des syndics d'immeubles. La loi est soutenue par la gauche et les associations de consommateurs, mais critiquée par la presse économique, certains économistes, ainsi que par les promoteurs et agents immobiliers en France,.
En 2014, le nombre de mises en chantier en France atteint son plus bas niveau depuis 17 ans, représentant une chute des ventes de 37 % à 40 % et une baisse des mises en chantier de 36 % par rapport à l'année 2007, pic de la bulle immobilière des années 2000.
Manuel Valls n'applique pas une partie des dispositions de la loi ALUR, dont l'encadrement des loyers à la relocation, après le départ de Cécile Duflot du gouvernement. Elle est remplacée par la radicale de gauche Sylvia Pinel, qui institue le dispositif Pinel, puis par l'écologiste Emmanuelle Cosse.
En 2016, l'UFC-Que Choisir accuse une partie des agences immobilières de ne pas respecter plusieurs lois liées à la loi ALUR ou antérieures. Emmanuelle Cosse prend fin 2016 le décret mettant en œuvre le permis de louer et des amendes pour lutter contre les logements insalubres, malgré le « tir de barrage » de la FNAIM et des associations de propriétaires.

#### Inégalités
L'augmentation de l'imposition sur les plus riches provoque une baisse de l'indice de Gini, qui passe de 0,305 en 2011 à 0,288 en 2013. Il remonte en 2018 à 0,298 après l'élection d'Emmanuel Macron.

### Finances publiques
La politique de François Hollande concernant les finances publiques a été promue sous l’appellation « Modernisation de l'action publique ». Elle est encadrée par le pacte budgétaire européen signé en 2012 et entré en vigueur en 2013.

#### Déficit public
Durant la campagne électorale de 2012, François Hollande s'engage à ramener le déficit public à 3 % du PIB dès 2013. Les mesures prises pour réduire le déficit public consistent à augmenter les impôts et réduire les dépenses. Cependant, dans un contexte de croissance atone et de hausse du chômage, cet objectif est repoussé d'année en année. En 2014, François Hollande annonce un nouvel objectif de réduire les dépenses publiques de 50 milliards d'euros entre 2015 et 2017. Cette baisse des dépenses publiques passe par le « programme de stabilité », présenté le 26 avril par Manuel Valls et voté à la majorité avec l'abstention de 41 députés socialistes dits « frondeurs ».
En octobre 2015, le projet de budget pour 2016 prévoit notamment le maintien du gel du point d’indice des salaires des agents publics, la poursuite de la baisse des dotations aux collectivités territoriales, mais la baisse des cotisations salariales du secteur privé en dessous de 3,5 SMIC, ainsi que la baisse de l'impôt sur le revenu pour certaines tranches d'imposition. À la suite notamment des opérations extérieures au Mali, en Afrique Centrale et au Moyen-Orient, et à la déclaration de l'état d'urgence en novembre 2015, la Commission européenne accorde un répit supplémentaire au budget français. Le déficit 2015 est finalement de 3,5 %. Reprenant les comptes 2016 des collectivités, la Cour des comptes estime positif l'effet des réductions de dotations, les dépenses des collectivités se fixant à 225,5 milliards d'euros, soit une baisse de 1,1 %, alors que leurs recettes ont progressé de 0,2 % à 229,7 milliards.
Le projet de loi de finances 2017, annoncé par Michel Sapin en septembre 2016, annonce un déficit de 2,7 %, malgré les critiques du Haut Conseil des finances publiques qui le juge « improbable ». Après l'élection d'Emmanuel Macron, le gouvernement d'Édouard Philippe entreprend un plan de réduction des dépenses pour 2017 de 4,5 milliards d'euros afin de respecter l'engagement d'un déficit public de 3 % du PIB.
| Pour des raisons techniques, il est temporairement impossible d'afficher le graphique qui aurait dû être présenté ici. |
| Source Le Monde |

| Pour des raisons techniques, il est temporairement impossible d'afficher le graphique qui aurait dû être présenté ici. |
| Source Insee |

#### Notation financière
Alors que le candidat Hollande avait critiqué Nicolas Sarkozy lorsque Standard & Poor's (S&P) avait abaissé la note de la France, les principales agences de notation financière ont annoncé à plusieurs reprises des dégradations de la notation de la dette française au cours de son mandat :
- Moody's réduit la note de la France d'un cran de Aaa à Aa1 le 19 novembre 2012 avec une perspective négative[40].
- Le 8 novembre 2013, S&P abaisse d'un cran la note de la France, la passant de AA+ à AA[41].
- Le 12 octobre 2014, S&P confirme la notation « AA » de la France, mais dégrade de « stable » à « négative » la perspective du pays[42].
- Le 12 décembre 2014, l'agence de notation Fitch dégrade la France pour le deuxième temps à AA en l’assortissant d’une perspective stable[43].
- Le 18 septembre 2015, l'agence de notation Moody's dégrade la France d'un cran à Aa2 en l’assortissant d’une perspective stable[44].

#### Mesures relatives à la dépense publique
Le point d'indice des fonctionnaires avait été bloqué en 2010 sous la présidence de Nicolas Sarkozy. Sous François Hollande, cette décision de gel du point d'indice est maintenue, et annoncée dans un premier temps comme telle jusqu'à au moins 2017. En mars 2016, Annick Girardin, ministre de la Fonction publique, annonce que le point d'indice des fonctionnaires sera augmenté de 1,2 %, en deux fois, de 0,6 % 2016 et d'autant en 2017.

### Éducation
Le ministère de l'Éducation sous Vincent Peillon, Benoît Hamon puis Najat Vallaud-Belkacem défend certaines réformes : d'abord la réforme des rythmes scolaires, puis la réforme de l'enseignement au collège de 2015 qui entre en œuvre pour l'année scolaire 2016-2017.
Par ailleurs, pour créer 60 000 postes d'enseignants conformément à la promesse de François Hollande, ont été budgétés 42 338 postes entre 2012 et 2016 ; ce plan donne la priorité au premier degré. Le ministère affirme en mai 2017 avoir tenu cette promesse, devenue symbolique. Si 60 000 postes ont bien été votés et budgétés par le Parlement, ils ne sont pas tous créés à cette date pour autant ; par ailleurs, près de la moitié sont des postes de stagiaires.
Le Parlement adopte en juin 2013 la loi d'orientation et de programmation pour la refondation de l'École de la République, dite loi Peillon.
La loi relative à l’enseignement supérieur et à la recherche promulguée le 22 juillet 2013 retouche certaines dispositions créées par des gouvernements de droite sans remettre en cause les grands principes comme l’autonomie et la coopération des universités.
La réforme des rythmes scolaires visait à mieux répartir la durée hebdomadaire de travail des élèves, mais crée un ressenti de fatigue chez ces derniers bien que l'ambiance scolaire se soit améliorée dans les réseaux d'éducation prioritaire.

### Santé et environnement
Le ministre des Affaires sociales et de la Santé sous la direction de Marisol Touraine porte la loi de modernisation du système de santé promulguée en janvier 2016, qui permet la fusion des hôpitaux. Sous la présidence de Hollande est également introduit le paquet de cigarettes neutre. De même, en 2015, le gouvernement propose un plan d'économies de 10 milliards sur trois ans, dont trois milliards dans les hôpitaux.
Le 16 mai 2013, le secrétariat général de la Défense et de la Sécurité nationale change la doctrine pour la protection des travailleurs. L'État décide de ne plus s'occuper que des masques de protection FFP2 pour le personnel hospitalier et abandonne la gestion des masques chirurgicaux. À partir de cette date, le stock stratégique de masques est utilisé sans être renouvelé.
Sur le plan environnemental, cinq dossiers ont marqué le quinquennat :
- la question de l'aéroport de Notre-Dame-des-Landes à la réalisation incertaine, finalement stoppé en 2018 ;
- la question de l'arrêt de la centrale nucléaire de Fessenheim, non effectif en 2017 ;
- une réduction de 10 % de postes dans le budget de l'écologie qui entraîne la démission forcée de Delphine Batho ;
- la suspension de la taxe nationale sur les véhicules de transport de marchandise dite « écotaxe » sous pression du lobby routier entraînant une indemnisation de la société concessionnaire ;
- la question des boues rouges rejetées en mer Méditerranée[52].

### Transports
Malgré le succès de l’aide de 200 € pour l’acquisition d’un vélo à assistance électrique, la politique en faveur du vélo est jugée décevante du fait du peu d'impulsions politiques mises en place, hormis dans les grandes villes et avec une indemnité kilométrique vélo restée facultative. L'application à reculons de la circulation alternée en cas de forte pollution ou la suspension sous pression de la écotaxe lui sont reprochés. En revanche, le gouvernement Ayrault clarifie le financement du Grand Paris Express et accorde deux milliards pour la modernisation du réseau existant puis le gouvernement Valls fait voter le projet CDG Express. Le projet d'extension de la A480, dans le cadre du plan de relance autoroutier, est critiquée par les associations écologistes et le maire de Grenoble, Éric Piolle. Le plan de relance autoroutier (PRA), signé par le gouvernement en 2015, consiste essentiellement en un allongement de la durée des concessions en échange de travaux immédiats. Son but affiché est de relancer l’économie, notamment dans le secteur du BTP. Selon un référé de la Cour des comptes, publié en avril 2019, ce plan de relance autoroutier rapportera finalement aux concessionnaires autoroutiers cinq fois plus que leurs mises.

### Fonctions régaliennes de l'État
Après les attentats du 13 novembre 2015, François Hollande annonce que « 5 000 emplois de policiers et de gendarmes seront créés d'ici deux ans. » 2 500 postes dans la Justice, et 1 000 nouveaux emplois pour les douanes sont également annoncés.

#### Justice

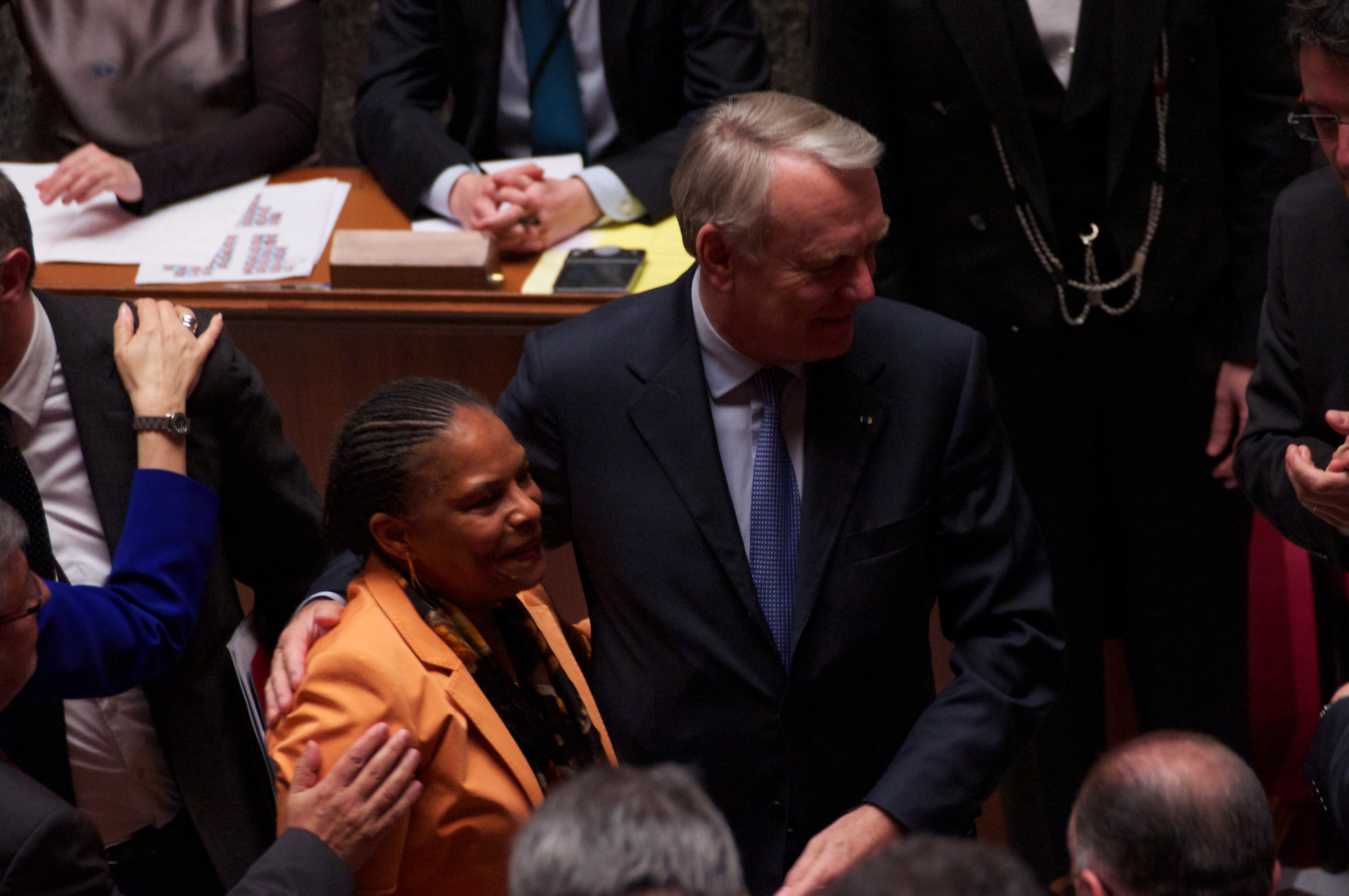
Christiane Taubira et Jean-Marc Ayrault lors du vote solennel de la loi sur le mariage des couples de même sexe.

Christiane Taubira, ministre de la Justice de mai 2012 à janvier 2016, polarise particulièrement l'opinion : 82 % des sympathisants de gauche en ont une bonne opinion d'elle, contre seulement 8 % des sympathisants de droite. En 2013, le projet de loi ouvrant le mariage aux couples de personnes de même sexe lui vaut le soutien des minorités sexuelles, d'une partie de la société civile et des partis de gauche mais l'opposition de milieux conservateurs, d'une partie de la droite et de l'extrême-droite regroupés notamment derrière l'association « La Manif pour tous ». Votée en avril 2013, la loi est promulguée par François Hollande le 17 mai 2013.
Christiane Taubira fait adopter en 2014, malgré notamment les critiques de Manuel Valls alors ministre de l'Intérieur, la loi relative à l'individualisation des peines et renforçant l'efficacité des sanctions pénales, qui prend le contre-pied de la loi sur la récidive de 2005 et de celle de 2007, votées par des majorités de droite.
Dans un contexte d'état d'urgence, à la suite des attentats de novembre 2015, Christiane Taubira est remplacée au début de 2016 par Jean-Jacques Urvoas. Celui-ci fait adopter la loi contre le crime organisé et le terrorisme, malgré les critiques d'une partie des magistrats et de certaines associations de défense des libertés civiles.

#### Police
Sont mises en place en 2012 sous l'impulsion de Manuel Valls, alors ministre de l'Intérieur, les « zones de sécurité prioritaire » — un dispositif de sécurité spécifique pour certaines communes particulièrement affectées par la délinquance et la criminalité.
Après les attentats de novembre 2015, François Hollande annonce que les maires qui souhaiteraient mieux équiper leur police municipale pourraient avoir accès aux stocks d'armes et de gilets de protection de la Police nationale.
Le 30 avril 2014, François Hollande crée la direction générale de la Sécurité intérieure, qui reprend les missions de la direction centrale du Renseignement intérieur créée sous la présidence de Nicolas Sarkozy en 2008.

#### Défense
Un livre blanc est commandé en 2013, selon lequel 34 000 postes seront supprimés dans les forces armées jusqu'en 2019. Le projet de porte-avions PA 2 est abandonné à cause de son coût trop important dans un contexte de crise économique.
Les exportations françaises d'armes se sont particulièrement bien portées : la France a notamment vendu 84 avions Rafale (24 à l'Égypte et 24 au Qatar en 2015 puis 36 à l'Inde en 2016),, une frégate FREMM et deux BPC Mistral à l'Égypte (initialement destinés à la Russie) ou encore 12 sous-marin Shortfin Barracuda à l'Australie (mais dont la vente est finalement annulée en 2021).
En 2015, les industries de l'armement françaises vendent pour plus de 10 milliards d'euros d'armes à l'Arabie saoudite et, la même année, la France se hisse au quatrième rang des exportateurs d'armes mondiaux, derrière les États-Unis, la Russie et la Chine.
Après les attentats terroristes de janvier 2015, François Hollande décide d'augmenter le budget de la Défense de 3,8 milliards d'euros jusqu'en 2019 ; sur les 34 000 postes qui devaient être supprimés d'ici à cette année, 18 500 postes seront finalement préservés. Après l'attentat de Nice en juillet 2016, une Garde nationale (la première depuis 1871) renaît comme réserve opérationnelle de l'armée, de la police et de la gendarmerie.

#### Territoires
| Carte des 18 régions françaises après le redécoupage de 2015. |
| Hauts- · de- · France Normandie Île-de- · France Grand Est Bourgogne- · Franche-Comté Centre- · Val de Loire Pays · de la Loire Bretagne Nouvelle- · Aquitaine Auvergne- · Rhône-Alpes Occitanie Provence- · Alpes- · Côte d'Azur Corse Guyane Guadeloupe Martinique Mayotte La RéunionBelgique Luxembourg Allemagne Suisse Liechtenstein Italie Monaco Royaume-Uni Pays-Bas Andorre Brésil Suriname EspagneMer · du Nord Manche Golfe de · Gascogne Mer Méditerranée |

Réduire le « mille-feuille territorial » et le nombre de régions en France est un objectif politique évoqué depuis plusieurs années ; par exemple, lors de la présidence de Nicolas Sarkozy, le comité Balladur avait déjà proposé de réduire le nombre de régions.
La loi du 16 janvier 2015 entraîne la fusion de plusieurs régions françaises : en France métropolitaine leur nombre passe de 22 à 13. Sur le plan politique, la réforme augmente les pouvoirs des régions vis-à-vis des départements.
Leur taille et leur population moyennes augmentent mécaniquement, l'objectif affiché était de diminuer les dépenses publiques, cependant la loi n'a prévu une réduction du nombre d'élus dans les nouveaux Conseils régionaux.
Soulignant que la réforme « ne supprime aucun niveau d'administration publique, hormis sur le territoire de la Métropole de Lyon, et en ajoute même un sur celui des métropoles du Grand Paris et d'Aix-Marseille-Provence », la Cour des comptes remarque en 2017 que seulement 3,9 % des dépenses de fonctionnement des départements ont été remontées à la région et 0,3 % aux métropoles, esquivant les objectifs de la loi, alors le gain des mutualisations entre anciennes régions pourraient être obérées par des surcoûts pérennes de gestion et diverses harmonisations. Pour le géographe Gérard-François Dumont, il n'y avait pas de nécessité de fusionner les régions ; jugeant que le problème n'est pas celui de leur taille mais de plutôt de leur gouvernance et de leurs prérogatives, il estime que cette réforme va coûter plus cher.
La loi du 27 janvier 2014 de modernisation de l'action publique territoriale et d'affirmation des métropoles, dite « loi MAPTAM », donne naissance à une dizaine de métropoles, dont la métropole du Grand Paris. En 2015, son application est modifiée par la loi no 2015-991 du 7 août 2015 portant nouvelle organisation territoriale de la République, dite « loi NOTRe », précise les compétences des régions.

### Politique sociétale

#### Droits LGBT
En matière de droits LGBT, sont légalisés en début du mandat le mariage et l'adoption pour les couples homosexuels. Les discussions parlementaires du texte ont été parmi les plus longues de l'histoire de la Cinquième République (près de 5 000 amendements ont d'ailleurs été déposés sur ce texte).

#### Droits des femmes
François Hollande a présenté fin 2012 un « plan global » pour lutter contre les violences faites aux femmes.
Le gouvernement met en œuvre des expérimentations à l'école, dont l'« ABCD de l'égalité », pour tenter de lutter contre les stéréotypes de genre.

#### Réforme des retraites
La réforme des retraites en 2013 consiste en un ensemble de mesures révisant le régime des retraites. Elle vise à combler un déficit estimé à vingt milliards d'euros en 2020. Elle fait suite à une précédente réforme par le gouvernement de François Fillon en 2010. Il s'agit d'une augmentation de la durée de référence du système de retraite jusqu'à 43 annuités et des taux de cotisation salariale et patronale.
Les financements alloués aux maisons de retraite sont réduits de 200 millions d'euros à partir de 2017.

#### Droit de vote des étrangers
La proposition d'accorder le droit de vote aux étrangers aux élections locales, qui figure dans le programme présidentiel en 2012, est officiellement abandonnée en 2015. Mis en avant dès 1981 par François Mitterrand, cet engagement n'a jamais été appliqué : il s'agit selon Thomas Snégaroff d'une « promesse intenable ».

### Réformes dans le domaine du numérique
François Hollande a un bilan jugé mitigé dans le domaine du numérique français. En ce qui concerne le développement économique de ce secteur, les avis sont plutôt positifs, mais dans le domaine de la neutralité du net ou de la protection de la vie privée, il a décidé de ne pas agir ou au contraire de les restreindre pour des raisons de sécurité contre le terrorisme.

#### Soutien au secteur numérique

BPIFrance, banque publique d'investissement créée sous François Hollande.

François Hollande a pris lors de son quinquennat un certain nombre de mesure efficaces pour soutenir le développement du secteur économique numérique français, ceci après une série d'impressions négatives laissées en début de mandat.
En effet, la mauvaise gestion du conflit entre Uber et les taxis, entre Arnaud Montebourg et Dailymotion ou la volonté initiale de taxation très forte du capital-risque des PME dans le projet de loi de finance 2013, initiateur du mouvement des Pigeons, donnent un image très négative du président auprès des acteurs du secteur.
Mais François Hollande modifie son action par la suite et prend un certain nombre de mesure qui contribuent au développement de cette activité.
Pour cela, il crée la Bpifrance en 2013, organisme public plébiscité par l'ensemble du secteur au fur et à mesure de sa montée en puissance. Il soutient le crédit d'impôt recherche et sa ministre Fleur Pellerin qui invente et développe la French Tech. Dans un domaine davantage du ressort de l'État, il impose aux entreprises des télécommunications le Plan France Très Haut Débit destiné à fournir à la France un réseau internet de qualité à l'aide d'investissement massif. Ce plan, lancé en 2013 et devant s'achever en 2022, est financé à hauteur de 7 milliards d'euros par des entreprises privées du secteur et pour 13 milliards d'euros par l'État.

#### Protection et surveillance des citoyens
François Hollande soutient la première loi française entièrement vouée au numérique. Portée par Axelle Lemaire, la loi pour une République numérique donne un cadre attendu par de nombreux acteurs de la société civile sur l'ouverture des données publiques, elle renforce le rôle de la Commission nationale de l'informatique et des libertés (Cnil) vis-à-vis de la protection des citoyens via le droit à l'oubli, la portabilité des données ou la mort numérique, et enfin, elle impose aux sociétés des télécommunications le droit à la connexion minimale, destiné à permettre aux populations les plus précaires de disposer d'un certain accès à l'internet.
Du point de vue législatif et réglementaire, la quinquennat Hollande est également marqué par un renforcement important de la capacité de l'État dans la surveillance des citoyens. La loi Renseignement de 2015 et la loi antiterrorisme de 2016 donnent aux forces de police et de renseignement un arsenal d'outil de surveillance important : IMSI-catcher, utilisation d'algorithmes de détection des comportements présumés suspects sur la Toile, équipements pour enregistrer directement les données sur les réseaux.
L'ensemble de ces mesures est prise dans un but de lutte contre le terrorisme mais l'organe de contre-pouvoir institué, la Commission nationale de contrôle des interceptions de sécurité (CNCIS, devenue la CNCTR à partir de 2015), est jugée trop faible par Adrienne Charmet, de La Quadrature du Net, ou Camille Viazaga, la secrétaire générale du cercle de réflexion Renaissance numérique.
De manière plus générale, la philosophie de ces mesures est un choix du président entre protection des données personnelles des citoyens et lutte contre le terrorisme, qui penche du côté de la surveillance large des données numériques. Cependant, en septembre 2016, « François Hollande a désigné les biens communs numériques comme une priorité de la France lors de sa présidence du Partenariat pour un gouvernement ouvert (PGO), une organisation internationale que le pays dirigera en 2017 ».

### Mouvements sociaux
La présidence de François Hollande est marquée par plusieurs mouvements sociaux d'ampleur, la plupart du temps tournés contre sa politique. Les principaux sont :
- La Manif pour tous (LMPT) et les Veilleurs, qui s’opposent à la loi Taubira de 2013 qui autorise le mariage homosexuel et l'adoption homoparentale. Après l'adoption de la loi, le mouvement continue contre la procréation médicalement assistée, la gestation pour autrui et ce qui est parfois nommé abusivement la « théorie du genre ».
- Les manifestations de contestation contre la construction du barrage de Sivens, qui est le seul mouvement social sous le mandat de François Hollande au cours duquel un manifestant, Rémi Fraisse, est mort.
- L'apparition des zones à défendre (ZAD), à partir de celle luttant contre la construction de l'aéroport de Notre-Dame-des-Landes pour des motifs écologistes.
- Les marches républicaines des 10 et 11 janvier 2015 en réaction aux attentats de janvier 2015, et qui sont les manifestations les plus importantes de l'histoire contemporaine de la France[82].
- Les grèves et manifestations et le mouvement Nuit debout contre la loi El Khomri en 2016.
- Le mouvement social de 2017 en Guyane, qui proteste contre l'insécurité et le manque d'infrastructures dans ce département d'outre-mer, et qui est le dernier mouvement social d'ampleur du quinquennat.

## Politique internationale

### Mobilisations extérieures

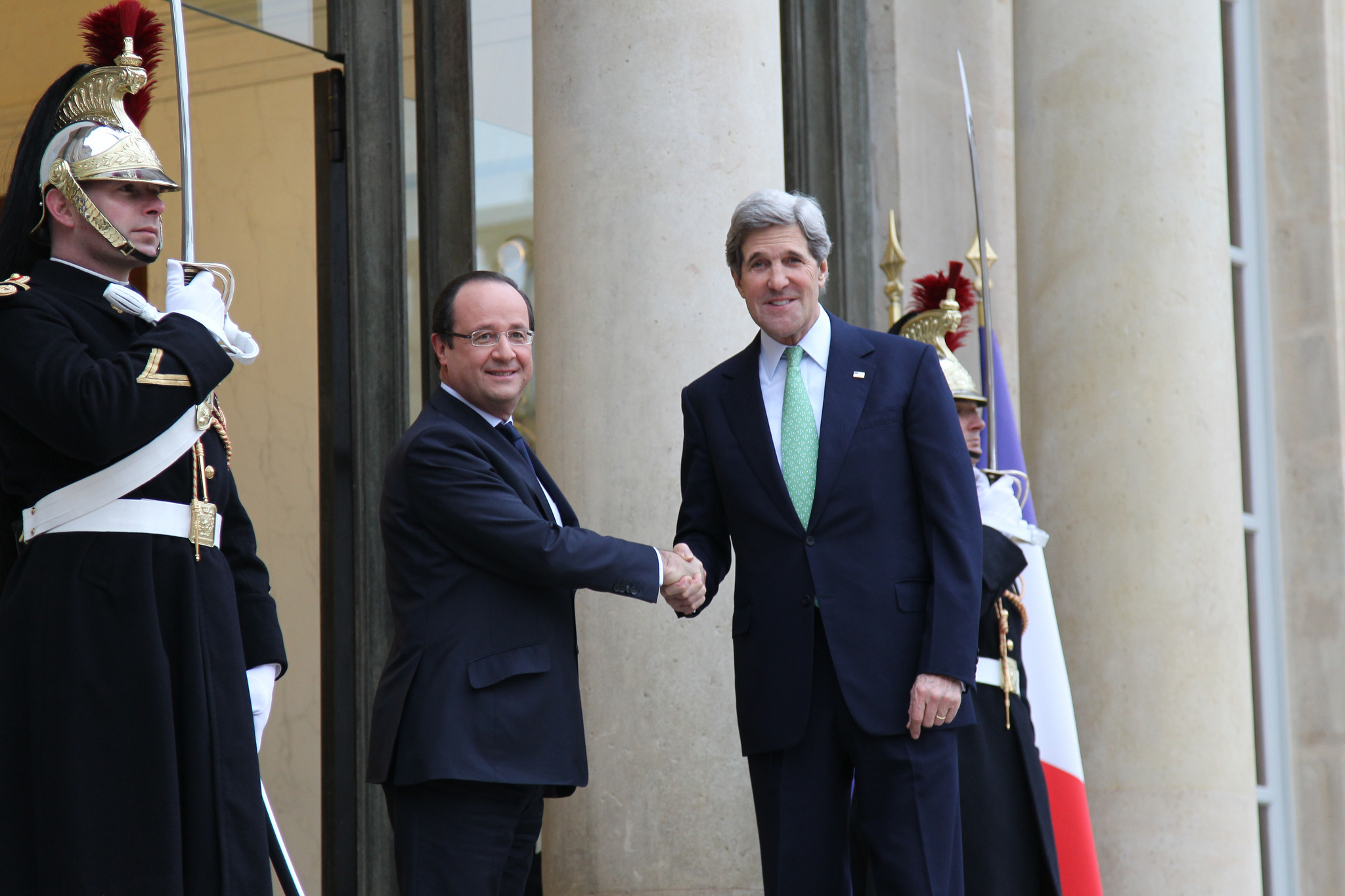
François Hollande recevant le secrétaire d'État américain John Kerry, au début de son mandat.

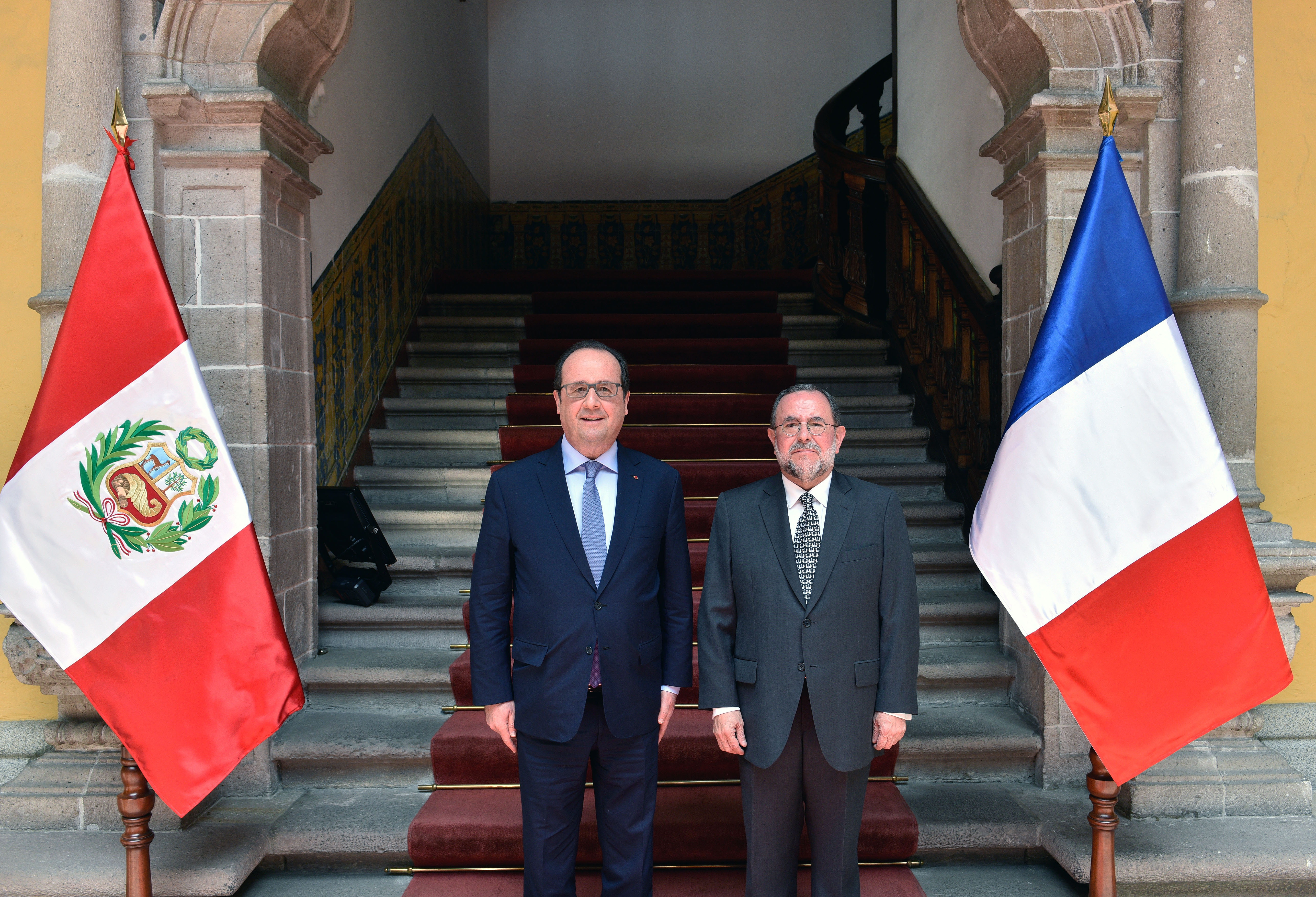
François Hollande en visite officielle au Pérou.

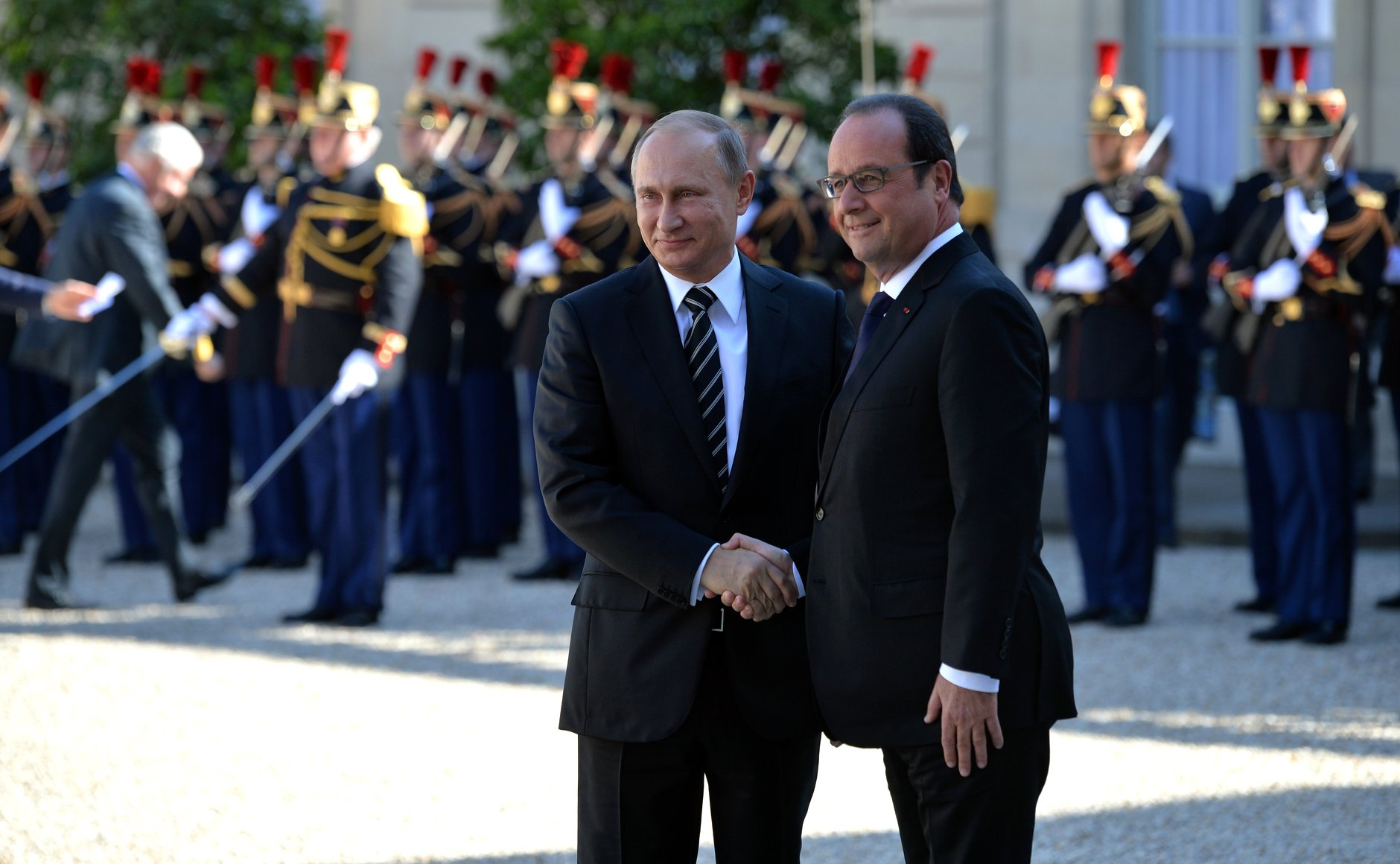
Arrivée du président russe Vladimir Poutine au palais de l'Élysée, en 2015.

Certains observateurs ont vu dans les opérations extérieures déclenchées par François Hollande un tournant néo-conservateur ; cependant, pour Olivier Schmitt, sa présidence a connu « moins d'interventions extérieures […] que sous François Mitterrand ou Jacques Chirac ». De même, Daniel Vernet estime que le qualificatif de néoconservateur est inadéquat : « D’une part, parce que le néoconservatisme ne se réduit pas à l’intervention militaire à l’étranger ; d’autre part, parce que la diplomatie de ce quinquennat emprunte à diverses écoles de pensée, comme c’est le cas dans la plupart des États du monde qui ont une politique étrangère ».

#### Retrait d'Afghanistan
Conformément à ses promesses de campagne, François Hollande retire les troupes françaises d'Afghanistan.

#### Interventions au Mali
L'intervention militaire au Mali est la première intervention française d'ampleur de la présidence de François Hollande ; l'opération Serval est décidée le 11 janvier 2013. L'opération a été lancée pour stopper l'avancée de groupes insurgés islamistes, qui avaient pris par la force le nord du pays et menaçaient sa capitale, Bamako.
L'opération Serval prend fin le 15 juillet 2014 ; elle est relayée par la MINUSMA, une force des Nations unies en place depuis juillet 2013, avec qui la France avait coopéré aux côtés de l'armée malienne contre les terroristes islamistes lors de l'opération « hydre »).
L'objectif premier de repousser les islamistes a été atteint et une élection présidentielle a pu se tenir sereinement sous la protection des forces françaises.
L'opération Serval n'a cependant pas pu a elle seule libérer la région du terrorisme ; l'opération Barkhane est lancée en août 2014 pour stabiliser la zone et empêcher un retour des islamistes. L'opération est menée en partenariat avec plusieurs pays d'Afrique subsaharienne : Mauritanie, Mali, Niger, Tchad et Burkina Faso.

#### Efforts de pacification en Centrafrique
L'opération Sangaris est déclenchée en décembre 2013 pour apaiser des tensions inter-ethniques menant la République centrafricaine vers une situation « pré-génocidaire ».

#### Implications en Syrie
Sous la direction de François Hollande, la France est parmi les pays les plus opposés à Bachar el-Assad ; cependant son influence sur ses dossiers s'est réduite au cours du temps.
En 2013, alors que François Hollande s'était déclaré prêt à ordonner des frappes aériennes en Syrie en réponse à l'utilisation de gaz militaires durant la guerre civile syrienne, la décision surprise de Barack Obama d'associer à la décision le Congrès laisse la France isolée diplomatiquement ; les frappes ne sont finalement pas lancées.
En 2014, François Hollande a personnellement reconnu que la France avait livré des armes à la « rébellion syrienne démocratique » ainsi qu'aux Kurdes d'Irak.
En avril 2017, François Hollande soutient les frappes ordonnées par le président américain Donald Trump à la suite des soupçons d'utilisation d'armes chimiques par le régime de Bachar el-Assad, affirmant que le président américain « a créé un événement qui doit être utilisé politiquement par la France, par l’Europe, pour ramener le plus possible les différentes parties du conflit à la négociation ».

### Diplomatie
De manière générale, la gestion des affaires étrangères de François Hollande suit assez largement celle de Nicolas Sarkozy (hormis quelques priorités ainsi qu'un « style » différents).

#### Politique européenne
La politique européenne de François Hollande est très comparable à celle menée durant le quinquennat précédent sur plusieurs points : le pacte budgétaire européen, signé par Nicolas Sarkozy, est ratifié par François Hollande (la « déclaration sur la croissance » complémentaire voulue par François Hollande n'ayant aucune valeur contraignante) ; aucune véritable politique budgétaire alternative à l'orthodoxie à l'allemande n'est initiée ; une approche de compromis avec les autorités allemandes est également de mise ; enfin, les politiques européennes sous François Hollande ne font que peu de cas de l'opinion publique. Cet ensemble dresse globalement le tableau d'une politique européenne « plus bureaucratique que partisane ».

#### Conférence de Paris sur le climat
La France a accueilli des délégations du monde entier lors de la conférence internationale de Paris sur le climat, dite « COP 21 », en décembre 2015. Malgré les risques terroristes, un accord parvient à être conclu. Négocié par Laurent Fabius, alors ministre des Affaires étrangères et du Développement international, l'accord de Paris sur le climat est considéré comme une réussite majeure du mandat de François Hollande,.

#### Organisation du traité de l'Atlantique nord
Alors que François Hollande avait été l'un des auteurs d'une motion de censure en 2008 contre la réintégration de la France dans le commandement intégré de l'Otan décidée sous la présidence de Nicolas Sarkozy, le Conseil des ministres donne son accord en janvier 2016 à un projet de loi « autorisant l'accession de la France au protocole sur le statut des quartiers généraux militaires internationaux créés en vertu du traité de l'Atlantique nord », ce que le magazine Marianne présente comme une « réintégration totale » de la France dans l'Otan. Le journaliste Jean-Dominique Merchet estime en 2016 que « l’Alliance atlantique est devenue le point aveugle de la diplomatie et de la défense, sept ans après le retour de la France dans l’organisation militaire intégrée, en 2009 ».

## Politique étrangère
Le jour de son investiture, il effectue sa première visite à l'étranger en se rendant à Berlin, en Allemagne, pour rencontrer la chancelière allemande, Angela Merkel.
Le 18 mai 2012, François Hollande se rend à Washington pour un entretien bilatéral avec le président des États-Unis Barack Obama. Les sujets évoqués sont notamment la situation économique de la zone euro et le retrait des forces combattantes françaises d'Afghanistan. Le lendemain, du 18 au 19 mai, il participe au sommet du G8 de Camp David (Maryland), puis se rend au 26e sommet de l'Otan à Chicago.
Dans la continuité de Nicolas Sarkozy, il poursuit la « dérive atlantiste » de la politique étrangère française. Celle-ci est même décrite comme «plus atlantiste» que celle menée par la Maison-Blanche durant le mandat de Barack Obama se rapprochant paradoxalement de la politique interventionniste menée durant l’ère Bush.
Le média d'investigation Disclose a révélé qu'en 2016, la France, alors présidée par François Hollande, a livré des dizaines de milliers de bombes à l'Arabie saoudite et aux Émirats arabes unis, tout en sachant qu'elles seraient susceptibles d'être utilisées dans le contexte de la guerre au Yémen. Il a affirmé que Paris a autorisé la livraison aux forces saoudiennes de 41 500 coquillages (?) de la société Junghas (filiale du groupe industriel français Thales), 3 000 obus antichar, 10 000 obus fumigènes, 50 000 obus explosifs et 50 000 fusées d'artillerie produites par Nexter vers les Émirats,.

## Ligne politique

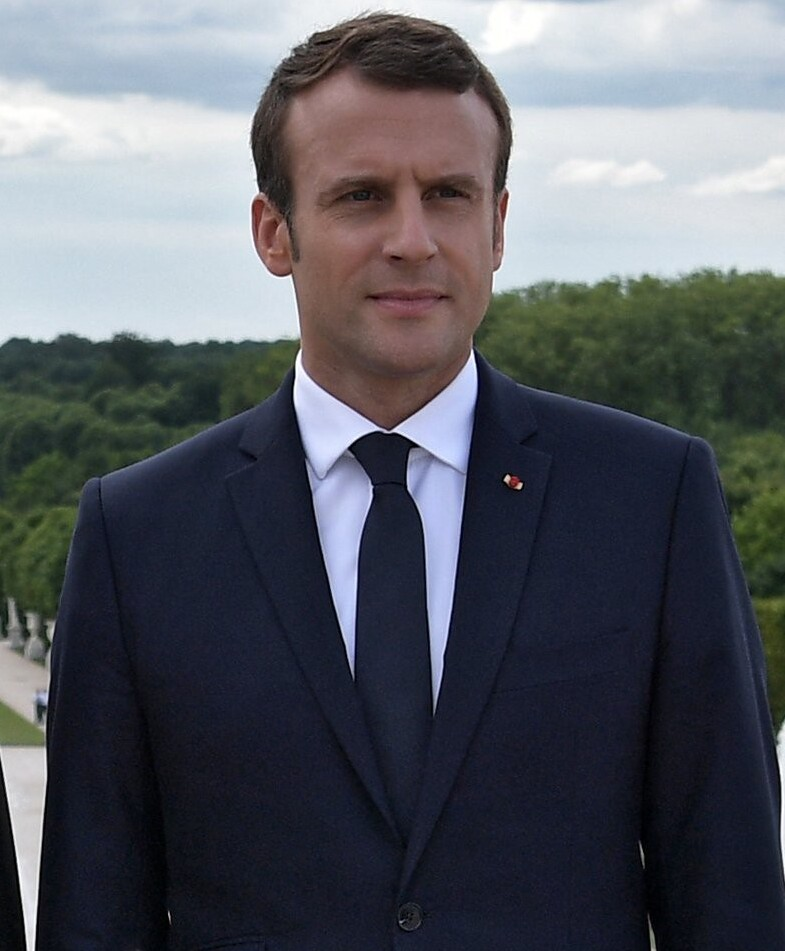
Emmanuel Macron, ministre de l'Économie entre 2014 et 2016, se revendique « libéral » ; il est largement critiqué par la gauche du PS, mais est l'un des hommes politiques français les plus populaires en 2015.

La ligne politique fixée par François Hollande fait ponctuellement l'objet de contestations de la part de certains politiques de gauche. Le deuxième Premier ministre nommé par François Hollande, Manuel Valls, est également contesté par certains à gauche,. Lorsque Manuel Valls est nommé à la primature, les membres d'EÉLV qui faisaient partie du gouvernement décident de le quitter. Les relations entre les écologistes et Manuel Valls étaient tendues alors qu'il n'était que ministre de l'Intérieur.
La politique économique est remise en cause par une partie du Parti socialiste, les « frondeurs ». Marie-Noëlle Lienemann accuse ainsi François Hollande de « mener la même politique » que Nicolas Sarkozy, en l'occurrence sur le sujet du logement alors que Malek Boutih estime que « quinquennat de Hollande ressemble à un bilan municipal » ; selon lui, le président « a géré son propre destin, pas celui du pays ». Certains des frondeurs présentent une motion portant un projet alternatif à l'occasion du congrès de Poitiers du Parti socialiste de 2015.
Inspirée par le secrétaire général du gouvernement Marc Guillaume, la proposition de retirer la nationalité française aux terroristes bi-nationaux est massivement approuvée par l'opinion publique mais critiquée par une partie de la gauche,, ce qui a pour effet son abandon.
La politique suivie par François Hollande et Manuel Valls (notamment sous le second gouvernement Valls, avec la nomination d'Emmanuel Macron en tant que ministre de l'Économie) est souvent qualifiée par la presse française de social-libérale,. Ce libéralisme est symbolisé par la libéralisation économique des Lignes régulières d'autocar en France par la loi Macron. Jacques Julliard estime que ce changement de ligne idéologique est dû à « la situation du pays qui a changé avec le déficit des comptes publics, la dette et la croissance en berne. […] les solutions de gauche qui privilégient la dépense pour relancer la consommation sont extrêmement difficiles à mettre en œuvre ».
En juin 2015, L'Obs se demande dans un éditorial si le Parti socialiste est de droite. Le discours de Hollande sur la démocratie face au terrorisme le 8 septembre 2016 est salué comme réussi avec son refus d'un « état d'exception » non limité par les droits constitutionnels. Il déclare notamment qu'« il n’y aura pas de législation de circonstance aussi inapplicable qu’inconstitutionnelle ». Dans le même temps, plus de 80 % des Français déclarent ne pas souhaiter sa candidature en 2017 en raison de son échec dans les domaines économiques et sociaux notamment ; il est également souligné que malgré la bonne gestion des attentats, ils ont toutefois eu lieu.

## Cabinet du président de la République
Le secrétaire général de l'Élysée a été Pierre-René Lemas, puis Jean-Pierre Jouyet. Le directeur de cabinet a été Sylvie Hubac, puis Thierry Lataste, et enfin Jean-Pierre Hugues.

## Gouvernement et représentation parlementaire

### Parlement

#### Assemblée nationale
Après les élections législatives des 10 et 17 juin 2012, le président de la République dispose de la majorité absolue autour des groupes socialiste, écologiste et radical avec 328 députés. Au cours du quinquennat, la majorité se réduit peu à peu, notamment après le refus des écologistes d'entrer dans le gouvernement de Manuel Valls ou l'émergence des frondeurs au sein du Parti socialiste.
Malgré le maintien d'une majorité absolue pendant cinq ans, le Premier ministre Manuel Valls a utilisé à plusieurs reprises l'article 49, alinéa 3 de la Constitution face à l'opposition de plusieurs députés issus du PS ou d'EÉLV. En mai 2016, 28 députés du groupe socialiste et 10 députés du groupe écologiste signent ensemble une motion de censure contre le projet de loi travail porté par la ministre Myriam El Khomri.

#### Sénat
A son arrivée à l'Élysée, François Hollande dispose d'une majorité au Sénat. En effet, après les élections sénatoriales de 2011, les groupes socialiste, RDSE et CRCE ont permis le basculement à gauche de la chambre haute pour la première et unique fois depuis le début de la Cinquième République. Cette majorité sénatoriale permet notamment au gouvernement de faire voter la loi ouvrant le mariage et l'adoption aux couples de même sexe en 2013.
Après la défaite de la gauche aux élections municipales de mars 2014 puis aux élections sénatoriales de septembre 2014, le Sénat redevient majoritairement acquis à la droite autour des groupes UMP-LR et UDI-UC. Cette défaite fait notamment renoncer le président de la République à réformer les institutions conformément aux travaux issus de la commission Jospin de 2012.

### Gouvernement

#### Historique des gouvernements
Le 15 mai 2012, Jean-Marc Ayrault est nommé Premier ministre. La composition de son gouvernement est annoncée le 16 mai 2012. Il démissionne le 18 juin 2012 pour former un second gouvernement annoncé le 21 juin 2012 après les élections législatives. Après deux remaniements en 2013, Jean-Marc Ayrault démissionne le 31 mars 2014 et Manuel Valls est nommé Premier ministre. La composition de son gouvernement est annoncée les 2 et 9 avril 2014. Il démissionne le 25 août 2014 pour former un second gouvernement annoncé le 26 août 2014. Après plusieurs remaniements, en 2015 comme en 2016, Manuel Valls démissionne le 6 décembre 2016 et Bernard Cazeneuve est nommé Premier ministre. Il démissionne le 10 mai 2017, trois jours après le second tour de l'élection présidentielle.
- Gouvernement Jean-Marc Ayrault (1) (16 mai - 18 juin 2012) ;
- Gouvernement Jean-Marc Ayrault (2) (21 juin 2012 - 31 mars 2014) ;
- Gouvernement Manuel Valls (1) (2 avril - 25 août 2014) ;
- Gouvernement Manuel Valls (2) (26 août 2014 - 6 décembre 2016) ;
- Gouvernement Bernard Cazeneuve (6 décembre 2016 - 10 mai 2017).

#### Membres du gouvernement
Au cours de son mandat, le Président de la République a nommé 74 membres au Gouvernement. Sur ces 74 membres, 6 sont restés en fonctions pendant toute la durée du mandat : Marisol Touraine, Michel Sapin, Jean-Yves Le Drian, Najat Vallaud-Belkacem, Stéphane Le Foll et Bernard Cazeneuve.
* Les personnes notées d'un astérisque sont celles ayant eu une ou plusieurs fonctions ministérielles avant la présidence de François Hollande (avant le 15 mai 2012).
| Nom                    | Fonctions | Dates                              |
| Nommés en 2012 (39)    | Nommés en 2012 (39) | Nommés en 2012 (39)                |
| ---------------------- | --- | ---------------------------------- |
| Jean-Marc Ayrault      | Premier ministre | 15 mai - 18 juin 2012              |
| Jean-Marc Ayrault      | Premier ministre | 18 juin 2012 - 31 mars 2014        |
| Jean-Marc Ayrault      | Ministre des Affaires étrangères et du Développement international | 11 février - 6 décembre 2016       |
| Jean-Marc Ayrault      | Ministre des Affaires étrangères et du Développement international | 6 décembre 2016 - 10 mai 2017      |
| Laurent Fabius *       | Ministre des Affaires étrangères | 16 mai - 18 juin 2012              |
| Laurent Fabius *       | Ministre des Affaires étrangères | 21 juin 2012 - 31 mars 2014        |
| Laurent Fabius *       | Ministre des Affaires étrangères et du Développement international | 2 avril - 25 août 2014             |
| Laurent Fabius *       | Ministre des Affaires étrangères et du Développement international | 26 août 2014 - 11 février 2016     |
| Vincent Peillon        | Ministre de l'Éducation nationale | 16 mai - 18 juin 2012              |
| Vincent Peillon        | Ministre de l'Éducation nationale | 21 juin 2012 - 31 mars 2014        |
| Christiane Taubira     | Garde des Sceaux, ministre de la Justice | 16 mai - 18 juin 2012              |
| Christiane Taubira     | Garde des Sceaux, ministre de la Justice | 21 juin 2012 - 31 mars 2014        |
| Christiane Taubira     | Garde des Sceaux, ministre de la Justice | 2 avril - 25 août 2014             |
| Christiane Taubira     | Garde des Sceaux, ministre de la Justice | 26 août 2014 - 27 janvier 2016     |
| Pierre Moscovici *     | Ministre de l'Économie, des Finances et du Commerce extérieur | 16 mai - 18 juin 2012              |
| Pierre Moscovici *     | Ministre de l'Économie et des Finances | 21 juin 2012 - 31 mars 2014        |
| Marisol Touraine       | Ministre des Affaires sociales et de la Santé | 16 mai - 18 juin 2012              |
| Marisol Touraine       | Ministre des Affaires sociales et de la Santé | 21 juin 2012 - 31 mars 2014        |
| Marisol Touraine       | Ministre des Affaires sociales et de la Santé | 2 avril - 25 août 2014             |
| Marisol Touraine       | Ministre des Affaires sociales, de la Santé et des Droits des femmes | 26 août 2014 - 11 février 2016     |
| Marisol Touraine       | Ministre des Affaires sociales et de la Santé | 11 février - 6 décembre 2016       |
| Marisol Touraine       | Ministre des Affaires sociales et de la Santé | 6 décembre 2016 - 10 mai 2017      |
| Cécile Duflot          | Ministre de l'Égalité des territoires et du Logement | 16 mai - 18 juin 2012              |
| Cécile Duflot          | Ministre de l'Égalité des territoires et du Logement | 21 juin 2012 - 31 mars 2014        |
| Manuel Valls           | Ministre de l'Intérieur | 16 mai - 18 juin 2012              |
| Manuel Valls           | Ministre de l'Intérieur | 21 juin 2012 - 31 mars 2014        |
| Manuel Valls           | Premier ministre | 31 mars - 25 août 2014             |
| Manuel Valls           | Premier ministre | 25 août 2014 - 6 décembre 2016     |
| Nicole Bricq           | Ministre de l'Écologie, du Développement durable et de l'Énergie | 16 mai - 18 juin 2012              |
| Nicole Bricq           | Ministre du Commerce extérieur | 21 juin 2012 - 31 mars 2014        |
| Arnaud Montebourg      | Ministre du Redressement productif | 16 mai - 18 juin 2012              |
| Arnaud Montebourg      | Ministre du Redressement productif | 21 juin 2012 - 31 mars 2014        |
| Arnaud Montebourg      | Ministre de l'Économie, du Redressement productif et du Numérique | 2 avril - 25 août 2014             |
| Michel Sapin *         | Ministre du Travail, de l'Emploi, de la Formation professionnelle et du Dialogue social | 16 mai - 18 juin 2012              |
| Michel Sapin *         | Ministre du Travail, de l'Emploi, de la Formation professionnelle et du Dialogue social | 21 juin 2012 - 31 mars 2014        |
| Michel Sapin *         | Ministre des Finances et des Comptes publics | 2 avril - 25 août 2014             |
| Michel Sapin *         | Ministre des Finances et des Comptes publics | 26 août 2014 - 30 août 2016        |
| Michel Sapin *         | Ministre de l'Économie et des Finances | 30 août - 6 décembre 2016          |
| Michel Sapin *         | Ministre de l'Économie et des Finances | 6 décembre 2016 - 10 mai 2017      |
| Jean-Yves Le Drian *   | Ministre de la Défense | 16 mai - 18 juin 2012              |
| Jean-Yves Le Drian *   | Ministre de la Défense | 21 juin 2012 - 31 mars 2014        |
| Jean-Yves Le Drian *   | Ministre de la Défense | 2 avril - 25 août 2014             |
| Jean-Yves Le Drian *   | Ministre de la Défense | 26 août 2014 - 6 décembre 2016     |
| Jean-Yves Le Drian *   | Ministre de la Défense | 6 décembre 2016 - 10 mai 2017      |
| Aurélie Filippetti     | Ministre de la Culture et de la Communication | 16 mai - 18 juin 2012              |
| Aurélie Filippetti     | Ministre de la Culture et de la Communication | 21 juin 2012 - 31 mars 2014        |
| Aurélie Filippetti     | Ministre de la Culture et de la Communication | 2 avril - 25 août 2014             |
| Geneviève Fioraso      | Ministre de l'Enseignement supérieur et de la Recherche | 16 mai - 18 juin 2012              |
| Geneviève Fioraso      | Ministre de l'Enseignement supérieur et de la Recherche | 21 juin 2012 - 31 mars 2014        |
| Geneviève Fioraso      | Secrétaire d'État auprès du ministre de l'Éducation nationale, de l'Enseignement supérieur et de la Recherche, chargée de l'Enseignement supérieur et de la Recherche                        | 9 avril - 25 août 2014             |
| Geneviève Fioraso      | Secrétaire d'État auprès de la ministre de l'Éducation nationale, de l'Enseignement supérieur et de la Recherche, chargée de l'Enseignement supérieur et de la Recherche                     | 26 août 2014 - 5 mars 2015         |
| Najat Vallaud-Belkacem | Ministre des Droits des femmes, porte-parole du Gouvernement | 16 mai - 18 juin 2012              |
| Najat Vallaud-Belkacem | Ministre des Droits des femmes, porte-parole du Gouvernement | 21 juin 2012 - 31 mars 2014        |
| Najat Vallaud-Belkacem | Ministre des Droits des femmes, de la Ville, de la Jeunesse et des Sports | 2 avril - 25 août 2014             |
| Najat Vallaud-Belkacem | Ministre de l'Éducation nationale, de l'Enseignement supérieur et de la Recherche | 26 août 2014 - 6 décembre 2016     |
| Najat Vallaud-Belkacem | Ministre de l'Éducation nationale, de l'Enseignement supérieur et de la Recherche | 6 décembre 2016 - 10 mai 2017      |
| Stéphane Le Foll       | Ministre de l'Agriculture et de l'Agroalimentaire | 16 mai - 18 juin 2012              |
| Stéphane Le Foll       | Ministre de l'Agriculture, de l'Agroalimentaire et de la Forêt | 21 juin 2012 - 31 mars 2014        |
| Stéphane Le Foll       | Ministre de l'Agriculture, de l'Agroalimentaire et de la Forêt, porte-parole du Gouvernement                                                                                                 | 2 avril - 25 août 2014             |
| Stéphane Le Foll       | Ministre de l'Agriculture, de l'Agroalimentaire et de la Forêt, porte-parole du Gouvernement                                                                                                 | 26 août 2014 - 6 décembre 2016     |
| Stéphane Le Foll       | Ministre de l'Agriculture, de l'Agroalimentaire et de la Forêt, porte-parole du Gouvernement                                                                                                 | 6 décembre 2016 - 10 mai 2017      |
| Marylise Lebranchu *   | Ministre de la Réforme de l'État, de la Décentralisation et de la Fonction publique | 16 mai - 18 juin 2012              |
| Marylise Lebranchu *   | Ministre de la Réforme de l'État, de la Décentralisation et de la Fonction publique | 21 juin 2012 - 31 mars 2014        |
| Marylise Lebranchu *   | Ministre de la Décentralisation, de la Réforme de l'État et de la Fonction publique | 2 avril - 3 juin 2014              |
| Marylise Lebranchu *   | Ministre de la Décentralisation et de la Fonction publique | 3 juin - 25 août 2014              |
| Marylise Lebranchu *   | Ministre de la Décentralisation et de la Fonction publique | 26 août 2014 - 11 février 2016     |
| Victorin Lurel         | Ministre des Outre-mer | 16 mai - 18 juin 2012              |
| Victorin Lurel         | Ministre des Outre-mer | 21 juin 2012 - 31 mars 2014        |
| Valérie Fourneyron     | Ministre des Sports, de la Jeunesse, de l'Éducation populaire et de la Vie associative | 16 mai - 18 juin 2012              |
| Valérie Fourneyron     | Ministre des Sports, de la Jeunesse, de l'Éducation populaire et de la Vie associative | 21 juin 2012 - 31 mars 2014        |
| Valérie Fourneyron     | Secrétaire d'État auprès du ministre de l'Économie, du Redressement productif et du Numérique, chargée du Commerce, de l'Artisanat, de la Consommation et de l'Économie sociale et solidaire | 9 avril - 3 juin 2014              |
| Jérôme Cahuzac         | Ministre délégué auprès du ministre de l'Économie, des Finances et du Commerce extérieur, chargé du Budget                                                                                   | 16 mai - 18 juin 2012              |
| Jérôme Cahuzac         | Ministre délégué auprès du ministre de l'Économie et des Finances, chargé du Budget | 21 juin 2012 - 19 mars 2013        |
| George Pau-Langevin    | Ministre déléguée auprès du ministre de l'Éducation nationale, chargée de la Réussite éducative                                                                                              | 16 mai - 18 juin 2012              |
| George Pau-Langevin    | Ministre déléguée auprès du ministre de l'Éducation nationale, chargée de la Réussite éducative                                                                                              | 21 juin 2012 - 31 mars 2014        |
| George Pau-Langevin    | Ministre des Outre-mer | 2 avril - 25 août 2014             |
| George Pau-Langevin    | Ministre des Outre-mer | 26 août 2014 - 30 août 2016        |
| Alain Vidalies         | Ministre délégué auprès du Premier ministre, chargé des Relations avec le Parlement | 16 mai - 18 juin 2012              |
| Alain Vidalies         | Ministre délégué auprès du Premier ministre, chargé des Relations avec le Parlement | 21 juin 2012 - 31 mars 2014        |
| Alain Vidalies         | Secrétaire d'État auprès de la ministre de l'Écologie, du Développement durable et de l'Énergie, chargé des Transports, de la Mer et de la Pêche                                             | 26 août 2014 - 11 février 2016     |
| Alain Vidalies         | Secrétaire d'État auprès de la ministre de l'Environnement, de l'Énergie et de la Mer, chargée des Relations internationales sur le climat, chargé des Transports, de la Mer et de la Pêche  | 11 février - 6 décembre 2016       |
| Alain Vidalies         | Secrétaire d'État auprès de la ministre de l'Environnement, de l'Énergie et de la Mer, chargée des Relations internationales sur le climat, chargé des Transports, de la Mer et de la Pêche  | 6 décembre 2016 - 10 mai 2017      |
| Delphine Batho         | Ministre déléguée auprès de la garde des Sceaux, ministre de la Justice | 16 mai - 18 juin 2012              |
| Delphine Batho         | Ministre de l'Écologie, du Développement durable et de l'Énergie | 21 juin 2012 - 2 juillet 2013      |
| François Lamy          | Ministre délégué auprès de la ministre de l'Égalité des territoires et du Logement, chargé de la Ville                                                                                       | 16 mai - 18 juin 2012              |
| François Lamy          | Ministre délégué auprès de la ministre de l'Égalité des territoires et du Logement, chargé de la Ville                                                                                       | 21 juin 2012 - 31 mars 2014        |
| Bernard Cazeneuve      | Ministre délégué auprès du ministre des Affaires étrangères, chargé des Affaires européennes                                                                                                 | 16 mai - 18 juin 2012              |
| Bernard Cazeneuve      | Ministre délégué auprès du ministre des Affaires étrangères, chargé des Affaires européennes                                                                                                 | 21 juin 2012 - 19 mars 2013        |
| Bernard Cazeneuve      | Ministre délégué auprès du ministre de l'Économie et des Finances, chargé du Budget | 19 mars 2013 - 31 mars 2014        |
| Bernard Cazeneuve      | Ministre de l'Intérieur | 2 avril - 25 août 2014             |
| Bernard Cazeneuve      | Ministre de l'Intérieur | 26 août 2014 - 6 décembre 2016     |
| Bernard Cazeneuve      | Premier ministre | 6 décembre 2016 - 10 mai 2017      |
| Michèle Delaunay       | Ministre déléguée auprès de la ministre des Affaires sociales et de la Santé, chargée des Personnes âgées et de la Dépendance                                                                | 16 mai - 18 juin 2012              |
| Michèle Delaunay       | Ministre déléguée auprès de la ministre des Affaires sociales et de la Santé, chargée des Personnes âgées et de l'Autonomie                                                                  | 21 juin 2012 - 31 mars 2014        |
| Sylvia Pinel           | Ministre déléguée auprès du ministre du Redressement productif, chargée de l'Artisanat, du Commerce et du Tourisme                                                                           | 16 mai - 18 juin 2012              |
| Sylvia Pinel           | Ministre de l'Artisanat, du Commerce et du Tourisme | 21 juin 2012 - 31 mars 2014        |
| Sylvia Pinel           | Ministre du Logement et de l'Égalité des territoires | 2 avril - 25 août 2014             |
| Sylvia Pinel           | Ministre du Logement et de l'Égalité des territoires | 26 août 2014 - 11 février 2016     |
| Benoît Hamon           | Ministre délégué auprès du ministre de l'Économie, des Finances et du Commerce extérieur, chargé de l'Économie sociale et solidaire                                                          | 16 mai - 18 juin 2012              |
| Benoît Hamon           | Ministre délégué auprès du ministre de l'Économie et des Finances, chargé de l'Économie sociale et solidaire et de la Consommation                                                           | 21 juin 2012 - 31 mars 2014        |
| Benoît Hamon           | Ministre de l'Éducation nationale, de l'Enseignement supérieur et de la Recherche | 2 avril - 25 août 2014             |
| Dominique Bertinotti   | Ministre déléguée auprès de la ministre des Affaires sociales et de la Santé, chargée de la Famille                                                                                          | 16 mai - 18 juin 2012              |
| Dominique Bertinotti   | Ministre déléguée auprès de la ministre des Affaires sociales et de la Santé, chargée de la Famille                                                                                          | 21 juin 2012 - 31 mars 2014        |
| Marie-Arlette Carlotti | Ministre déléguée auprès de la ministre des Affaires sociales et de la Santé, chargée des Personnes handicapées                                                                              | 16 mai - 18 juin 2012              |
| Marie-Arlette Carlotti | Ministre déléguée auprès de la ministre des Affaires sociales et de la Santé, chargée des Personnes handicapées et de la Lutte contre l'exclusion                                            | 21 juin 2012 - 31 mars 2014        |
| Pascal Canfin          | Ministre délégué auprès du ministre des Affaires étrangères, chargé du Développement | 16 mai - 18 juin 2012              |
| Pascal Canfin          | Ministre délégué auprès du ministre des Affaires étrangères, chargé du Développement | 21 juin 2012 - 31 mars 2014        |
| Yamina Benguigui       | Ministre déléguée auprès du ministre des Affaires étrangères, chargée des Français de l'étranger et de la Francophonie                                                                       | 16 mai - 18 juin 2012              |
| Yamina Benguigui       | Ministre déléguée auprès du ministre des Affaires étrangères, chargée de la Francophonie | 21 juin 2012 - 31 mars 2014        |
| Frédéric Cuvillier     | Ministre délégué auprès de la ministre de l'Écologie, du Développement durable et de l'Énergie, chargé des Transports et de l'Économie maritime                                              | 16 mai - 18 juin 2012              |
| Frédéric Cuvillier     | Ministre délégué auprès de la ministre de l'Écologie, du Développement durable et de l'Énergie, chargé des Transports, de la Mer et de la Pêche                                              | 21 juin 2012 - 2 juillet 2013      |
| Frédéric Cuvillier     | Ministre délégué auprès du ministre de l'Écologie, du Développement durable et de l'Énergie, chargé des Transports, de la Mer et de la Pêche                                                 | 2 juillet 2013 - 31 mars 2014      |
| Frédéric Cuvillier     | Secrétaire d'État auprès de la ministre de l'Écologie, du Développement durable et de l'Énergie, chargé des Transports, de la Mer et de la Pêche                                             | 9 avril - 25 août 2014             |
| Fleur Pellerin         | Ministre déléguée auprès du ministre du Redressement productif, chargée des Petites et Moyennes Entreprises, de l'Innovation et de l'Économie numérique                                      | 16 mai - 18 juin 2012              |
| Fleur Pellerin         | Ministre déléguée auprès du ministre du Redressement productif, chargée des Petites et Moyennes Entreprises, de l'Innovation et de l'Économie numérique                                      | 21 juin 2012 - 31 mars 2014        |
| Fleur Pellerin         | Secrétaire d'État auprès du ministre des Affaires étrangères et du Développement international, chargée du Commerce extérieur, de la Promotion du tourisme et des Français de l'étranger     | 9 avril - 25 août 2014             |
| Fleur Pellerin         | Ministre de la Culture et de la Communication | 26 août 2014 - 11 février 2016     |
| Kader Arif             | Ministre délégué auprès du ministre de la Défense, chargé des Anciens combattants | 16 mai - 18 juin 2012              |
| Kader Arif             | Ministre délégué auprès du ministre de la Défense, chargé des Anciens combattants | 21 juin 2012 - 31 mars 2014        |
| Kader Arif             | Secrétaire d'État auprès du ministre de la Défense, chargé des Anciens combattants et de la Mémoire                                                                                          | 9 avril - 25 août 2014             |
| Kader Arif             | Secrétaire d'État auprès du ministre de la Défense, chargé des Anciens combattants et de la Mémoire                                                                                          | 26 août - 21 novembre 2014         |
| Thierry Repentin       | Ministre délégué auprès du ministre du Travail, de l'Emploi, de la Formation professionnelle et du Dialogue social, chargé de la Formation professionnelle et de l'Apprentissage             | 21 juin 2012 - 19 mars 2013        |
| Thierry Repentin       | Ministre délégué auprès du ministre des Affaires étrangères, chargé des Affaires européennes                                                                                                 | 19 mars 2013 - 31 mars 2014        |
| Anne-Marie Escoffier   | Ministre déléguée auprès de la ministre de la Réforme de l'État, de la Décentralisation et de la Fonction publique, chargée de la Décentralisation                                           | 21 juin 2012 - 31 mars 2014        |
| Guillaume Garot        | Ministre délégué auprès du ministre de l'Agriculture, de l'Agroalimentaire et de la Forêt, chargé de l'Agroalimentaire                                                                       | 21 juin 2012 - 31 mars 2014        |
| Hélène Conway-Mouret   | Ministre déléguée auprès du ministre des Affaires étrangères, chargée des Français de l'étranger                                                                                             | 21 juin 2012 - 31 mars 2014        |
| Nommé en 2013 (1)      | |                                    |
| Philippe Martin        | Ministre de l'Écologie, du Développement durable et de l'Énergie | 2 juillet 2013 - 31 mars 2014      |
| Nommés en 2014 (20)    | |                                    |
| Ségolène Royal *       | Ministre de l'Écologie, du Développement durable et de l'Énergie | 2 avril - 25 août 2014             |
| Ségolène Royal *       | Ministre de l'Écologie, du Développement durable et de l'Énergie | 26 août 2014 - 11 février 2016     |
| Ségolène Royal *       | Ministre de l'Environnement, de l'Énergie et de la Mer, chargée des Relations internationales sur le climat                                                                                  | 11 février - 6 décembre 2016       |
| Ségolène Royal *       | Ministre de l'Environnement, de l'Énergie et de la Mer, chargée des Relations internationales sur le climat                                                                                  | 6 décembre 2016 - 10 mai 2017      |
| François Rebsamen      | Ministre du Travail, de l'Emploi et du Dialogue social | 2 avril - 25 août 2014             |
| François Rebsamen      | Ministre du Travail, de l'Emploi, de la Formation professionnelle et du Dialogue social | 26 août 2014 - 2 septembre 2015    |
| Jean-Marie Le Guen     | Secrétaire d'État auprès du Premier ministre, chargé des Relations avec le Parlement | 9 avril - 25 août 2014             |
| Jean-Marie Le Guen     | Secrétaire d'État auprès du Premier ministre, chargé des Relations avec le Parlement | 26 août 2014 - 6 décembre 2016     |
| Jean-Marie Le Guen     | Secrétaire d'État auprès du ministre des Affaires étrangères et du Développement international, chargé du Développement et de la Francophonie                                                | 6 décembre 2016 - 10 mai 2017      |
| Harlem Désir           | Secrétaire d'État auprès du ministre des Affaires étrangères et du Développement international, chargé des Affaires européennes                                                              | 9 avril - 25 août 2014             |
| Harlem Désir           | Secrétaire d'État auprès du ministre des Affaires étrangères et du Développement international, chargé des Affaires européennes                                                              | 26 août 2014 - 6 décembre 2016     |
| Harlem Désir           | Secrétaire d'État auprès du ministre des Affaires étrangères et du Développement international, chargé des Affaires européennes                                                              | 6 décembre 2016 - 10 mai 2017      |
| Annick Girardin        | Secrétaire d'État auprès du ministre des Affaires étrangères et du Développement international, chargée du Développement et de la Francophonie                                               | 9 avril - 25 août 2014             |
| Annick Girardin        | Secrétaire d'État auprès du ministre des Affaires étrangères et du Développement international, chargée du Développement et de la Francophonie                                               | 26 août 2014 - 11 février 2016     |
| Annick Girardin        | Ministre de la Fonction publique | 11 février - 6 décembre 2016       |
| Annick Girardin        | Ministre de la Fonction publique | 6 décembre 2016 - 10 mai 2017      |
| Christian Eckert       | Secrétaire d'État auprès du ministre des Finances et des Comptes publics, chargé du Budget                                                                                                   | 9 avril - 25 août 2014             |
| Christian Eckert       | Secrétaire d'État auprès du ministre des Finances et des Comptes publics, chargé du Budget                                                                                                   | 26 août 2014 - 30 août 2016        |
| Christian Eckert       | Secrétaire d'État auprès du ministre de l'Économie et des Finances, chargé du Budget | 30 août - 1er septembre 2016       |
| Christian Eckert       | Secrétaire d'État auprès du ministre de l'Économie et des Finances, chargé du Budget et des Comptes publics                                                                                  | 1er septembre - 6 décembre 2016    |
| Christian Eckert       | Secrétaire d'État auprès du ministre de l'Économie et des Finances, chargé du Budget et des Comptes publics                                                                                  | 6 décembre 2016 - 10 mai 2017      |
| Axelle Lemaire         | Secrétaire d'État auprès du ministre de l'Économie, du Redressement productif et du Numérique, chargée du Numérique                                                                          | 9 avril - 25 août 2014             |
| Axelle Lemaire         | Secrétaire d'État auprès du ministre de l'Économie, de l'Industrie et du Numérique, chargée du Numérique                                                                                     | 26 août 2014 - 30 août 2016        |
| Axelle Lemaire         | Secrétaire d'État auprès du ministre de l'Économie et des Finances, chargée du Numérique | 30 août - 1er septembre 2016       |
| Axelle Lemaire         | Secrétaire d'État auprès du ministre de l'Économie et des Finances, chargée du Numérique et de l'Innovation                                                                                  | 1er septembre - 6 décembre 2016    |
| Axelle Lemaire         | Secrétaire d'État auprès du ministre de l'Économie et des Finances, chargée du Numérique et de l'Innovation                                                                                  | 6 décembre 2016 - 27 février 2017  |
| André Vallini          | Secrétaire d'État auprès de la ministre de la Décentralisation, de la Réforme de l'État et de la Fonction publique, chargé de la Réforme territoriale                                        | 9 avril - 3 juin 2014              |
| André Vallini          | Secrétaire d'État auprès de la ministre de la Décentralisation et de la Fonction publique, chargé de la Réforme territoriale                                                                 | 3 juin - 25 août 2014              |
| André Vallini          | Secrétaire d'État auprès de la ministre de la Décentralisation et de la Fonction publique, chargé de la Réforme territoriale                                                                 | 26 août 2014 - 11 février 2016     |
| André Vallini          | Secrétaire d'État auprès du ministre des Affaires étrangères et du Développement international, chargé du Développement et de la Francophonie                                                | 11 février - 6 décembre 2016       |
| André Vallini          | Secrétaire d'État auprès du Premier ministre, chargé des Relations avec le Parlement | 6 décembre 2016 - 10 mai 2017      |
| Laurence Rossignol     | Secrétaire d'État auprès de la ministre des Affaires sociales et de la Santé, chargée de la Famille, des Personnes âgées et de l'Autonomie                                                   | 9 avril - 25 août 2014             |
| Laurence Rossignol     | Secrétaire d'État auprès de la ministre des Affaires sociales, de la Santé et des Droits des femmes, chargée de la Famille, des Personnes âgées et de l'Autonomie                            | 26 août 2014 - 17 juin 2015        |
| Laurence Rossignol     | Secrétaire d'État auprès de la ministre des Affaires sociales, de la Santé et des Droits des femmes, chargée de la Famille, de l'Enfance, des Personnes âgées et de l'Autonomie              | 17 juin 2015 - 11 février 2016     |
| Laurence Rossignol     | Ministre de la Famille, de l'Enfance et des Droits des femmes | 11 février - 3 mars 2016           |
| Laurence Rossignol     | Ministre des Familles, de l'Enfance et des Droits des femmes | 3 mars - 6 décembre 2016           |
| Laurence Rossignol     | Ministre des Familles, de l'Enfance et des Droits des femmes | 6 décembre 2016 - 10 mai 2017      |
| Ségolène Neuville      | Secrétaire d'État auprès de la ministre des Affaires sociales et de la Santé, chargée des Personnes handicapées et de la Lutte contre l'exclusion                                            | 9 avril - 25 août 2014             |
| Ségolène Neuville      | Secrétaire d'État auprès de la ministre des Affaires sociales, de la Santé et des Droits des femmes, chargée des Personnes handicapées et de la Lutte contre l'exclusion                     | 26 août 2014 - 11 février 2016     |
| Ségolène Neuville      | Secrétaire d'État auprès de la ministre des Affaires sociales et de la Santé, chargée des Personnes handicapées et de la Lutte contre l'exclusion                                            | 11 février - 6 décembre 2016       |
| Ségolène Neuville      | Secrétaire d'État auprès de la ministre des Affaires sociales et de la Santé, chargée des Personnes handicapées et de la Lutte contre l'exclusion                                            | 6 décembre 2016 - 10 mai 2017      |
| Thierry Braillard      | Secrétaire d'État auprès de la ministre des Droits des femmes, de la Ville, de la Jeunesse et des Sports, chargé des Sports                                                                  | 9 avril - 25 août 2014             |
| Thierry Braillard      | Secrétaire d'État auprès de la ministre de la Ville, de la Jeunesse et des Sports, chargé des Sports                                                                                         | 26 août 2014 - 6 décembre 2016     |
| Thierry Braillard      | Secrétaire d'État auprès de la ministre de la Ville, de la Jeunesse et des Sports, chargé des Sports                                                                                         | 6 décembre 2016 - 10 mai 2017      |
| Thierry Mandon         | Secrétaire d'État auprès du Premier ministre, chargé de la Réforme de l'État et de la Simplification                                                                                         | 3 juin - 25 août 2014              |
| Thierry Mandon         | Secrétaire d'État auprès du Premier ministre, chargé de la Réforme de l'État et de la Simplification                                                                                         | 26 août 2014 - 17 juin 2015        |
| Thierry Mandon         | Secrétaire d'État auprès de la ministre de l'Éducation nationale, de l'Enseignement supérieur et de la Recherche, chargé de l'Enseignement supérieur et de la Recherche                      | 17 juin 2015 - 6 décembre 2016     |
| Thierry Mandon         | Secrétaire d'État auprès de la ministre de l'Éducation nationale, de l'Enseignement supérieur et de la Recherche, chargé de l'Enseignement supérieur et de la Recherche                      | 6 décembre 2016 - 10 mai 2017      |
| Carole Delga           | Secrétaire d'État auprès du ministre de l'Économie, du Redressement productif et du Numérique, chargée du Commerce, de l'Artisanat, de la Consommation et de l'Économie sociale et solidaire | 3 juin - 25 août 2014              |
| Carole Delga           | Secrétaire d'État auprès du ministre de l'Économie, de l'Industrie et du Numérique, chargée du Commerce, de l'Artisanat, de la Consommation et de l'Économie sociale et solidaire            | 26 août 2014 - 17 juin 2015        |
| Emmanuel Macron        | Ministre de l'Économie, de l'Industrie et du Numérique | 26 août 2014 - 30 août 2016        |
| Patrick Kanner         | Ministre de la Ville, de la Jeunesse et des Sports | 26 août 2014 - 6 décembre 2016     |
| Patrick Kanner         | Ministre de la Ville, de la Jeunesse et des Sports | 6 décembre 2016 - 10 mai 2017      |
| Thomas Thévenoud       | Secrétaire d'État auprès du ministre des Affaires étrangères et du Développement international, chargé du Commerce extérieur, de la Promotion du tourisme et des Français de l'étranger      | 26 août - 4 septembre 2014         |
| Pascale Boistard       | Secrétaire d'État auprès de la ministre des Affaires sociales, de la Santé et des Droits des femmes, chargée des Droits des femmes                                                           | 26 août 2014 - 11 février 2016     |
| Pascale Boistard       | Secrétaire d'État auprès de la ministre des Affaires sociales et de la Santé, chargée des Personnes âgées et de l'Autonomie                                                                  | 11 février - 6 décembre 2016       |
| Pascale Boistard       | Secrétaire d'État auprès de la ministre des Affaires sociales et de la Santé, chargée des Personnes âgées et de l'Autonomie                                                                  | 6 décembre 2016 - 10 mai 2017      |
| Myriam El Khomri       | Secrétaire d'État auprès du ministre de la Ville, de la Jeunesse et des Sports, chargé de la Politique de la ville                                                                           | 26 août 2014 - 2 septembre 2015    |
| Myriam El Khomri       | Ministre du Travail, de l'Emploi, de la Formation professionnelle et du Dialogue sociale | 2 septembre 2015 - 6 décembre 2016 |
| Myriam El Khomri       | Ministre du Travail, de l'Emploi, de la Formation professionnelle et du Dialogue sociale | 6 décembre 2016 - 10 mai 2017      |
| Matthias Fekl          | Secrétaire d'État auprès du ministre des Affaires étrangères et du Développement international, chargé du Commerce extérieur, de la Promotion du tourisme et des Français de l'étranger      | 26 août 2014 - 6 décembre 2016     |
| Matthias Fekl          | Secrétaire d'État auprès du ministre des Affaires étrangères et du Développement international, chargé du Commerce extérieur, de la Promotion du tourisme et des Français de l'étranger      | 6 décembre 2016 - 21 mars 2017     |
| Matthias Fekl          | Ministre de l'Intérieur | 21 mars - 10 mai 2017              |
| Jean-Marc Todeschini   | Secrétaire d'État auprès du ministre de la Défense, chargé des Anciens combattants et de la Mémoire                                                                                          | 21 novembre 2014 - 6 décembre 2016 |
| Jean-Marc Todeschini   | Secrétaire d'État auprès du ministre de la Défense, chargé des Anciens combattants et de la Mémoire                                                                                          | 6 décembre 2016 - 10 mai 2017      |
| Nommés en 2015 (2)     | |                                    |
| Clotilde Valter        | Secrétaire d'État auprès du Premier ministre, chargée de la Réforme de l'État et de la Simplification                                                                                        | 17 juin 2015 - 11 février 2016     |
| Clotilde Valter        | Secrétaire d'État auprès de la ministre du Travail, de l'Emploi, de la Formation professionnelle et du Dialogue social, chargée de la Formation professionnelle et de l'Apprentissage        | 11 février - 6 décembre 2016       |
| Clotilde Valter        | Secrétaire d'État auprès de la ministre du Travail, de l'Emploi, de la Formation professionnelle et du Dialogue social, chargée de la Formation professionnelle et de l'Apprentissage        | 6 décembre 2016 - 10 mai 2017      |
| Martine Pinville       | Secrétaire d'État auprès du ministre de l'Économie, de l'Industrie et du Numérique, chargée du Commerce, de l'Artisanat, de la Consommation et de l'Économie sociale et solidaire            | 17 juin 2015 - 30 août 2016        |
| Martine Pinville       | Secrétaire d'État auprès du ministre de l'Économie et des Finances, chargée du Commerce, de l'Artisanat, de la Consommation et de l'Économie sociale et solidaire                            | 30 août - 6 décembre 2016          |
| Martine Pinville       | Secrétaire d'État auprès du ministre de l'Économie et des Finances, chargée du Commerce, de l'Artisanat, de la Consommation et de l'Économie sociale et solidaire                            | 6 décembre 2016 - 10 mai 2017      |
| Nommés en 2016 (12)    | |                                    |
| Jean-Jacques Urvoas    | Garde des Sceaux, ministre de la Justice | 27 janvier - 6 décembre 2016       |
| Jean-Jacques Urvoas    | Garde des Sceaux, ministre de la Justice | 6 décembre 2016 - 10 mai 2017      |
| Jean-Michel Baylet *   | Ministre de l'Aménagement du territoire, de la Ruralité et des Collectivités territoriales                                                                                                   | 11 février - 6 décembre 2016       |
| Jean-Michel Baylet *   | Ministre de l'Aménagement du territoire, de la Ruralité et des Collectivités territoriales                                                                                                   | 6 décembre 2016 - 10 mai 2017      |
| Emmanuelle Cosse       | Ministre du Logement et de l'Habitat durable | 11 février - 6 décembre 2016       |
| Emmanuelle Cosse       | Ministre du Logement et de l'Habitat durable | 6 décembre 2016 - 10 mai 2017      |
| Audrey Azoulay         | Ministre de la Culture et de la Communication | 11 février - 6 décembre 2016       |
| Audrey Azoulay         | Ministre de la Culture et de la Communication | 6 décembre 2016 - 10 mai 2017      |
| Ericka Bareigts        | Secrétaire d'État auprès du Premier ministre, chargée de l'Égalité réelle | 11 février - 30 août 2016          |
| Ericka Bareigts        | Ministre des Outre-mer | 30 août - 6 décembre 2016          |
| Ericka Bareigts        | Ministre des Outre-mer | 6 décembre 2016 - 10 mai 2017      |
| Jean-Vincent Placé     | Secrétaire d'État auprès du Premier ministre, chargé de la Réforme de l'État et de la Simplification                                                                                         | 11 février - 6 décembre 2016       |
| Jean-Vincent Placé     | Secrétaire d'État auprès du Premier ministre, chargé de la Réforme de l'État et de la Simplification                                                                                         | 6 décembre 2016 - 10 mai 2017      |
| Juliette Méadel        | Secrétaire d'État auprès du Premier ministre, chargée de l'Aide aux victimes | 11 février - 6 décembre 2016       |
| Juliette Méadel        | Secrétaire d'État auprès du Premier ministre, chargée de l'Aide aux victimes | 6 décembre 2016 - 10 mai 2017      |
| Barbara Pompili        | Secrétaire d'État auprès de la ministre de l'Environnement, de l'Énergie et de la Mer, chargée des Relations internationales sur le climat, chargée de la Biodiversité                       | 11 février - 6 décembre 2016       |
| Barbara Pompili        | Secrétaire d'État auprès de la ministre de l'Environnement, de l'Énergie et de la Mer, chargée des Relations internationales sur le climat, chargée de la Biodiversité                       | 6 décembre 2016 - 10 mai 2017      |
| Estelle Grelier        | Secrétaire d'État auprès du ministre de l'Aménagement du territoire, de la Ruralité et des Collectivités territoriales, chargée des Collectivités territoriales                              | 11 février - 6 décembre 2016       |
| Estelle Grelier        | Secrétaire d'État auprès du ministre de l'Aménagement du territoire, de la Ruralité et des Collectivités territoriales, chargée des Collectivités territoriales                              | 6 décembre 2016 - 10 mai 2017      |
| Hélène Geoffroy        | Secrétaire d'État auprès du ministre de la Ville, de la Jeunesse et des Sports, chargée de la Ville                                                                                          | 11 février - 6 décembre 2016       |
| Hélène Geoffroy        | Secrétaire d'État auprès du ministre de la Ville, de la Jeunesse et des Sports, chargée de la Ville                                                                                          | 6 décembre 2016 - 10 mai 2017      |
| Christophe Sirugue     | Secrétaire d'État auprès du ministre de l'Économie et des Finances, chargé de l'Industrie | 1er septembre - 6 décembre 2016    |
| Christophe Sirugue     | Secrétaire d'État auprès du ministre de l'Économie et des Finances, chargé de l'Industrie | 6 décembre 2016 - 27 février 2017  |
| Christophe Sirugue     | Secrétaire d'État auprès du ministre de l'Économie et des Finances, chargé de l'Industrie, du Numérique et de l'Innovation                                                                   | 27 février - 10 mai 2017           |
| Bruno Le Roux          | Ministre de l'Intérieur | 6 décembre 2016 - 21 mars 2017     |

| Nom                                 | Fonctions | Dates                          | Gouvernement      |
| ----------------------------------- | --- | ------------------------------ | ----------------- |
| Laurent Fabius (nommé en 2012)      | Ministre délégué auprès du ministre de l'Économie et des Finances, chargé du Budget                                                                                      | 22 mai - 22 juin 1981          | Pierre Mauroy (1) |
| Laurent Fabius (nommé en 2012)      | Ministre délégué auprès du ministre de l'Économie et des Finances, chargé du Budget                                                                                      | 23 juin 1981 - 22 mars 1983    | Pierre Mauroy (2) |
| Laurent Fabius (nommé en 2012)      | Ministre de l'Industrie et de la Recherche | 22 mars 1983 - 17 juillet 1984 | Pierre Mauroy (3) |
| Laurent Fabius (nommé en 2012)      | Premier ministre | 17 juillet 1984 - 20 mars 1986 | Laurent Fabius    |
| Laurent Fabius (nommé en 2012)      | Ministre de l'Économie, des Finances et de l'Industrie | 27 mars 2000 - 6 mai 2002      | Lionel Jospin     |
| Pierre Moscovici (nommé en 2012)    | Ministre délégué auprès du ministre des Affaires étrangères, chargé des Affaires européennes                                                                             | 4 juin 1997 - 6 mai 2002       | Lionel Jospin     |
| Michel Sapin (nommé en 2012)        | Ministre délégué à la Justice, auprès du garde des Sceaux, ministre de la Justice                                                                                        | 16 mai 1991 - 2 avril 1992     | Édith Cresson     |
| Michel Sapin (nommé en 2012)        | Ministre de l'Économie et des Finances | 2 avril 1992 - 29 mars 1993    | Pierre Bérégovoy  |
| Michel Sapin (nommé en 2012)        | Ministre de la Fonction publique et de la Réforme de l'État | 27 mars 2000 - 6 mai 2002      | Lionel Jospin     |
| Jean-Yves Le Drian (nommé en 2012)  | Secrétaire d'État à la Mer, auprès du ministre de l'Équipement, du Logement, des Transports et de l'Espace                                                               | 17 mai 1991 - 2 avril 1992     | Édith Cresson     |
| Marylise Lebranchu (nommée en 2012) | Secrétaire d'État aux Petites et Moyennes Entreprises, au Commerce et à l'Artisanat, auprès du ministre de l'Économie, des Finances et de l'Industrie                    | 4 juin 1997 - 27 mars 2000     | Lionel Jospin     |
| Marylise Lebranchu (nommée en 2012) | Secrétaire d'État aux Petites et Moyennes Entreprises, au Commerce, à l'Artisanat et à la Consommation, auprès du ministre de l'Économie, des Finances et de l'Industrie | 27 mars - 18 octobre 2000      | Lionel Jospin     |
| Marylise Lebranchu (nommée en 2012) | Garde des Sceaux, ministre de la Justice | 18 octobre 2000 - 6 mai 2002   | Lionel Jospin     |
| Ségolène Royal (nommée en 2014)     | Ministre de l'Environnement | 2 avril 1992 - 29 mars 1993    | Pierre Bérégovoy  |
| Ségolène Royal (nommée en 2014)     | Ministre déléguée auprès du ministre de l'Éducation nationale, chargée de l'Enseignement scolaire                                                                        | 4 juin 1997 - 27 mars 2000     | Lionel Jospin     |
| Ségolène Royal (nommée en 2014)     | Ministre déléguée à la Famille et à l'Enfance, auprès de la ministre de l'Emploi et de la Solidarité                                                                     | 27 mars 2000 - 27 mars 2001    | Lionel Jospin     |
| Ségolène Royal (nommée en 2014)     | Ministre déléguée à la Famille, à l'Enfance et aux Personnes handicapées, auprès de la ministre de l'Emploi et de la Solidarité                                          | 27 mars 2001 - 6 mai 2002      | Lionel Jospin     |
| Jean-Michel Baylet (nommé en 2016)  | Secrétaire d'État auprès du ministre des Relations extérieures | 23 juillet 1984 - 20 mars 1986 | Laurent Fabius    |
| Jean-Michel Baylet (nommé en 2016)  | Secrétaire d'État auprès du ministre de l'Intérieur, chargé des Collectivités territoriales                                                                              | 28 juin 1988 - 17 juillet 1990 | Michel Rocard (2) |
| Jean-Michel Baylet (nommé en 2016)  | Ministre délégué auprès du ministre de l'Industrie et de l'Aménagement du territoire, chargé du Tourisme                                                                 | 17 juillet 1990 - 15 mai 1991  | Michel Rocard (2) |
| Jean-Michel Baylet (nommé en 2016)  | Ministre délégué au Tourisme, auprès du ministre de l'Équipement, du Logement, des Transports et de l'Espace                                                             | 16 mai 1991 - 2 avril 1992     | Édith Cresson     |
| Jean-Michel Baylet (nommé en 2016)  | Ministre délégué au Tourisme, auprès du ministre de l'Industrie et du Commerce extérieur                                                                                 | 2 avril 1992 - 29 mars 1993    | Pierre Bérégovoy  |

## Évolution de la popularité
Bénéficiant à son entrée en fonction de 63 % d'opinions favorables, la cote de popularité de François Hollande a progressivement décru durant son mandat, atteignant 18 % en juin 2014. Les attentats de janvier 2015 et ceux du 13 novembre ont causé un redressement rapide et éphémère, repassant la barre des 50 %.
En octobre 2016, une enquête électorale du Cévipof crédite Hollande de 4 % d'opinions favorables. À son départ de l'Élysée, le baromètre YouGov de mai 2017 enregistrait un taux d'approbation de 18 %, en recul de trois points par rapport au mois précédent.

## Chiffres
Il a participé à 82 sommets, 67 commémorations et 10 colloques.
Il a participé à 567 déplacements en France (dont la moitié uniquement à Paris), et 221 déplacements à l'étranger.
Il a reçu 453 dignitaires étrangers.
François Hollande a notamment reçu une vingtaine de PDG de grandes entreprises, françaises ou non (General Electric, IBM, Microsoft, Mitsubishi, Alibaba). Les responsables politiques (présidents de partis et présidents des assemblées) ont également été beaucoup reçus, tout comme les acteurs de la Culture (Andreï Makine, Anish Kapoor, Philippe Starck) et des Sciences (Serge Haroche, Bertrand Piccard) et plusieurs figures mondiales du développement (Bill Gates, Bono, Arnold Schwarzenegger). François Hollande a également eu une quinzaine d’entretiens officiels avec les représentants de tous les cultes français, et, plus iconoclaste, avec de grandes figures religieuses étrangères : le patriarche de Moscou et de toutes les Russies Cyrille, le patriarche Bartholomée Ier de Constantinople, le patriarche du Liban, d’Antioche et de tout l’Orient de l’Église maronite Béchara Boutros Raï, ou encore le grand imam d'al-Azhar, le cheikh Ahmed el-Tayeb.